# ابوالحسن عراقی
ابوالحسن عِراقی (متوفی غزنه ۴۲۹ق) دبیر، سپاهی و شاعر ایرانی. در دستگاه دیوانی غزنویان خدمت می‌کرد و در  مسعود کاتب و دبیر خاص پادشاه بود. مسجدبالاسر در شهر مشهد از موقوفات اوست و گویا قبر او نیز همانجا بوده‌است. 